# Mata Khan (huyện)
Mata Khan là một huyện thuộc tỉnh Paktika, Afghanistan. Dân số thời điểm năm 1999 là 20,718 người.